# Das Attentat (1972)
Das Attentat ist ein Thriller von Yves Boisset aus dem Jahr 1972, der von dem Attentat auf den marokkanischen Oppositionspolitiker Mehdi Ben Barka inspiriert wurde. Der Film wurde in Italien am 4. Oktober 1972 und in Frankreich am 11. Oktober 1972 erstmals aufgeführt. Im Juli 1973 erhielt er beim 8. Moskauer Filmfestival eine Silbermedaille. In der DDR lief der Film am 13. Dezember 1974 erstmals im Kino.
In Deutschland lief der Film auch unter den Titeln Die Affäre Sadiel - Geheimdienst als Meuchelmörder sowie Tödliche Falle (Die Affäre Sadiel).

## Handlung
Der afrikanisch-arabische Oppositionspolitiker Sadiel lebt im Exil in Genf. Um ihn endgültig auszuschalten, paktiert der Verteidigungsminister Oberst Kassar im Auftrag des derzeitigen Diktators mit der CIA und dem französischen Geheimdienst Service de documentation extérieure et de contre-espionnage. Schließlich wird der französische Journalist Darien erpresst, um Sadiel aus seinem Schweizer Exil zu einem Interview nach Paris zu bitten. Der Reporter, der das Spiel nach einiger Zeit durchschaut, kann die Ermordung des Politikers am Ende nicht verhindern. Anschließend bringt der amerikanische Freund des Reporters im Auftrag der CIA ihn schließlich auch noch um, weil er die Hintergründe des Attentats auf Tonband veröffentlichen wollte.

## Kritiken
„Der neue französische Spielfilm „Das Attentat“, der die Entführung und Ermordung des marokkanischen Oppositionspolitikers Ben Barka nachempfindet, geriet zu einem Attentat auf die Wahrheit.“

„Durchgehend spannend inszeniert, hochkarätig besetzt und brillant gespielt. In wichtigen Phasen freilich zu konstruiert, um ganz überzeugen zu können.“